# Leuwenggede
Leuwenggede is een bestuurslaag in het regentschap Majalengka van de provincie West-Java, Indonesië. Leuwenggede telt 4159 inwoners (volkstelling 2010).